# Isokelekel
Isokelekel (Ponapeño: "noble brillante", "rey maravilloso"), también llamado Idzikolkol, fue un héroe guerrero semimítico de Kosrae quien conquistó a los líderes Saudeleur de Pohnpei, una isla en los Estados Federados de Micronesia, en algún momento entre principios del siglo XVI y del siglo XVII Algunas variantes micronesias de Kosrae lo llaman Nanparatak, con características más similares a las historias ulithianas. Se le considera el padre de la Pohnpei moderna.
Hay una gran variación de los detalles exactos de antes y durante la invasión de Pohnpei; hay publicadas al menos 13 versiones diferentes de la guerra. En la mayoría de las versiones de la leyenda de Isokelekel, el líder Saudeleur se había vuelto opresivo bajo su sistema social centralizado y abusivo, y sus señores habían ofendido al dios del trueno Nan Sapwe, sellando el destino de la dinastía. La cultura ponapeña es muy autónoma y descentralizada, las objeciones públicas y directas sobre las variaciones se consideran de mala educación. Las diferencias entre las versiones se atribuyen al amplio rango del fenómeno cultural. En consecuencia, la versión preferida generalmente es producto del auto-interés y la autonomía.
Los jefes modernos de Pohnpei rastrean su linaje hasta Isokelekel, y de acuerdo a esta leyenda, los ponapeños modernos son descendientes del ejército invasor de Isokelekel.

## Origen

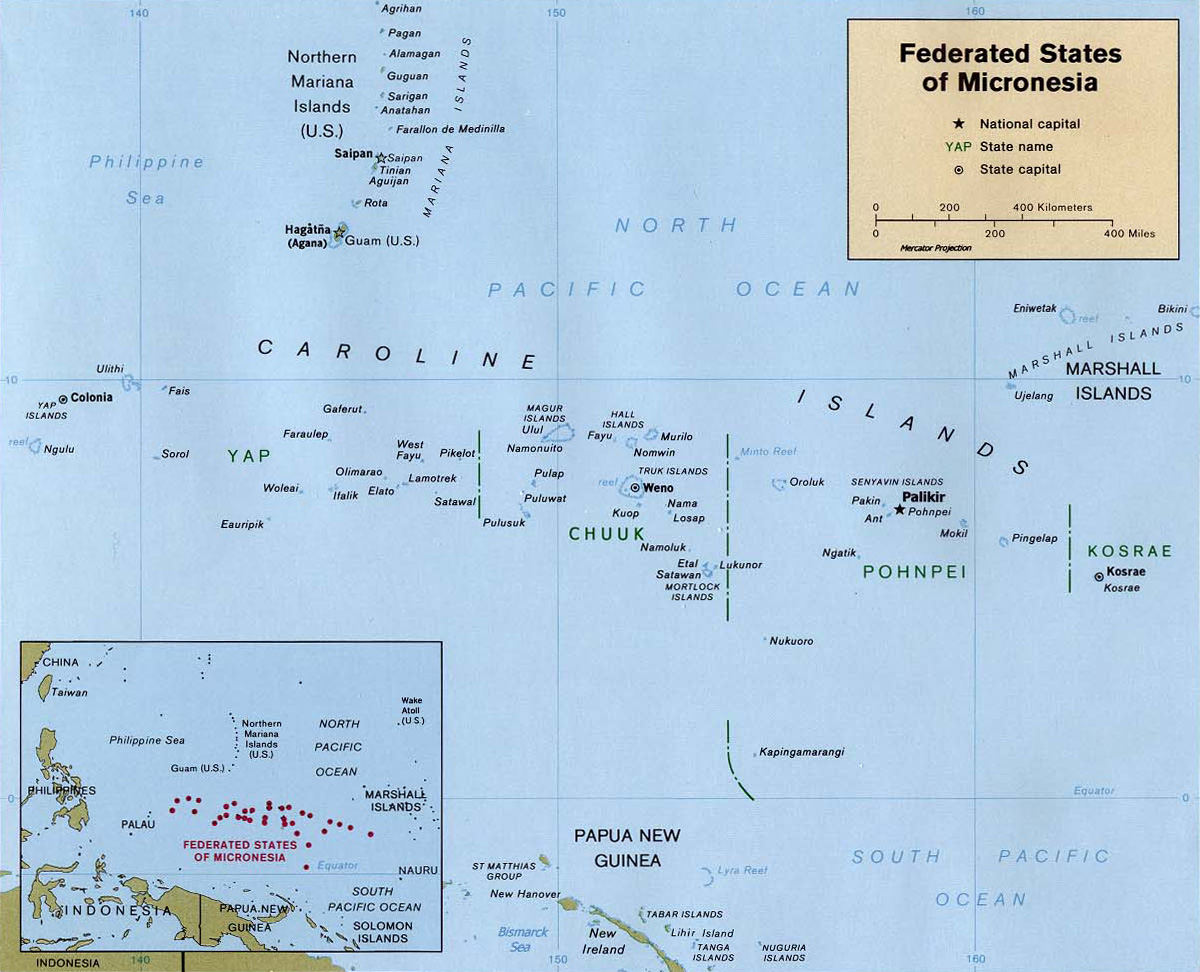
Islas Carolinas orientales, mostrando Pohnpei y Kosrae.

Según la mayor parte de las versiones del nacimiento legendario de Isokelekel, su padre es el dios del trueno Nan Sapwe. Nan Sapwe había cometido adulterio con la esposa del señor Saudeleur. Enfadado, el señor Saudeleur mandó capturar a Nan Sapwe. Algunas versiones incluyen que el gobernante también había irritado a otras deidades del panteón Ponapé e insultó al Sumo Sacerdote que profetizó su caída. Estas ofensas, así como su gobierno opresivo y sistema de tributos, desataron la ira de los dioses, humanos y animales.
Nan Sapwe, ofendido por el señor Saudeleur, dejó Pohnpei a Kosrae. Algunas versiones indican que el dios del trueno huyó al mundo del cielo de la mítica Katau Oriental. Habiendo huido, dejó embarazada a una humana estéril de su propio clan Dipwenpahnmei llamada Lipahnmei tras darle de comer una lima. Esta unión incestuosa produjo al semidiós Isokelekel, quien en su vientre conocía su destino de venganza.
Muchas versiones extremadamente diferentes omiten por completo la paternidad divina de Isokelekel, centrándose en un periodo de normas culturales por parte de saudeleur al no proporcionar alimento para cuando llegase Isokelekel. En estas versiones, según los orígenes ponapeños nativos, venga la muerte de su hermano, en contraposición a la vergüenza de su piadoso padre. En otras versiones, Isokelekel es el producto de un joven deidificado por el dios del trueno y una humana Dipwenpahnmei, o un par de hermanos vengando el asesinato de su padre por el Saudeleur.
A pesar de que normalmente el padre de Isokelekel era considerado una deidad ponapeña, Isokelekel era claramente extranjero. Es descrito en la leyenda con la piel oscura y "salvaje". Brown (1907) postula que Isokelekel quizás era de origen papú neoguineano. Sus orígenes se describen a veces como del sur, oHis origins are often described as southern, o "a favor del viento".

## Invasión de Pohnpei

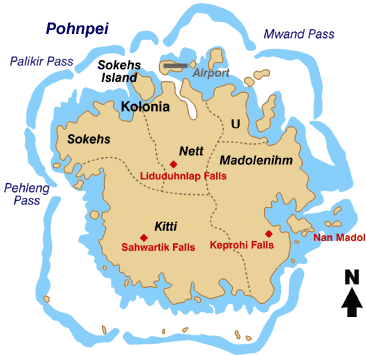
Mapa municipal de Pohnpei

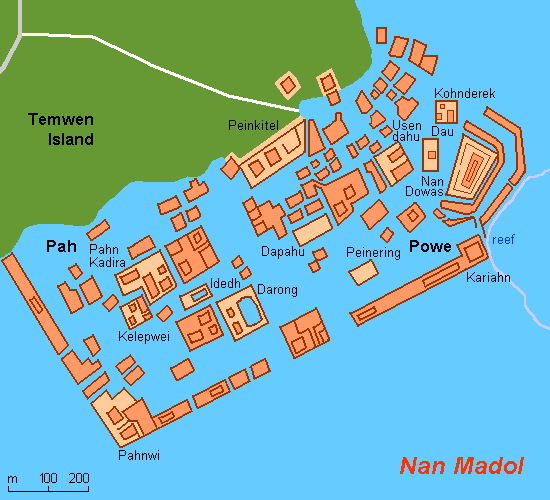
Complejo de Nan Madol

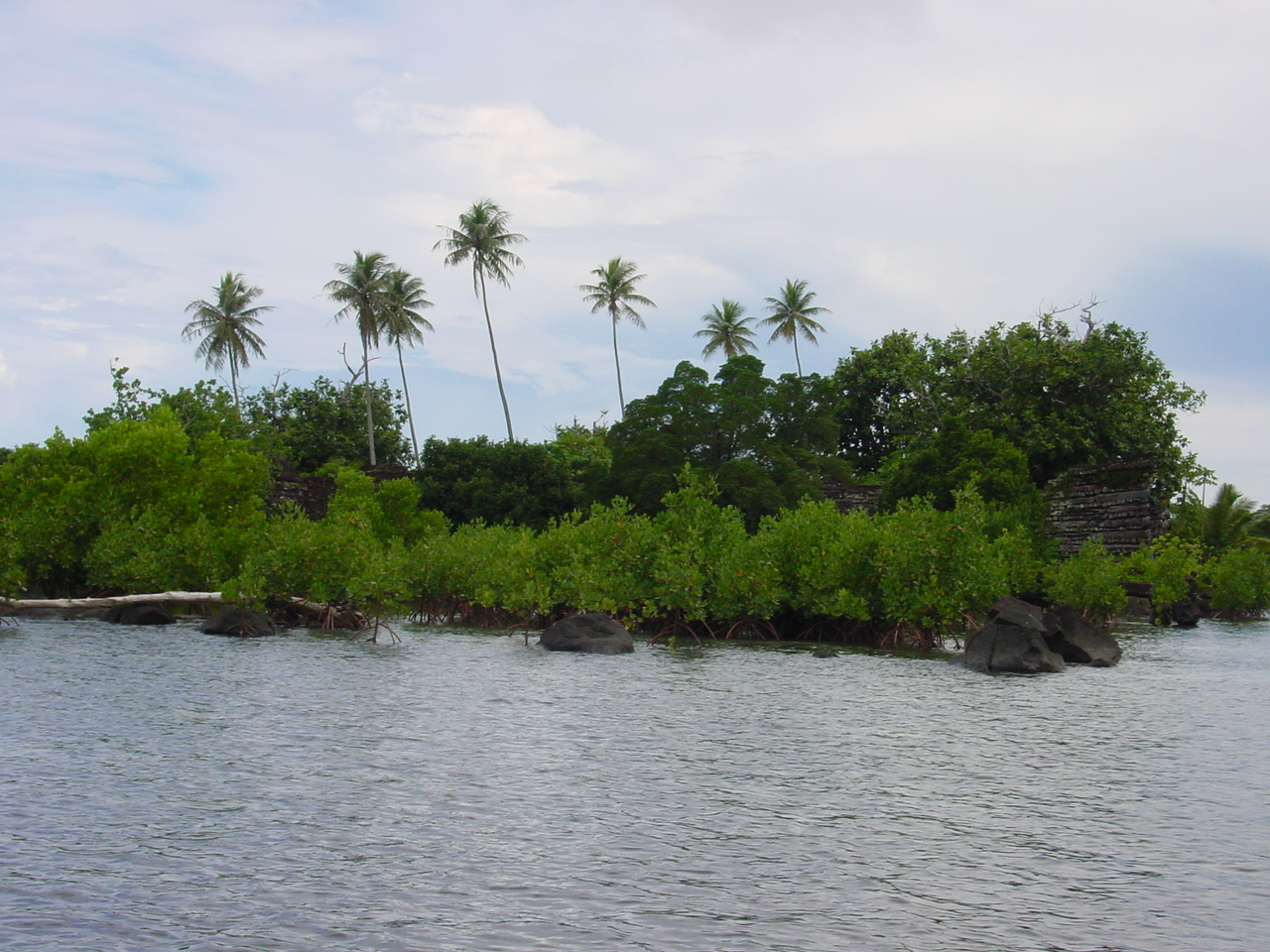
Vista de la orilla de Nan Madol

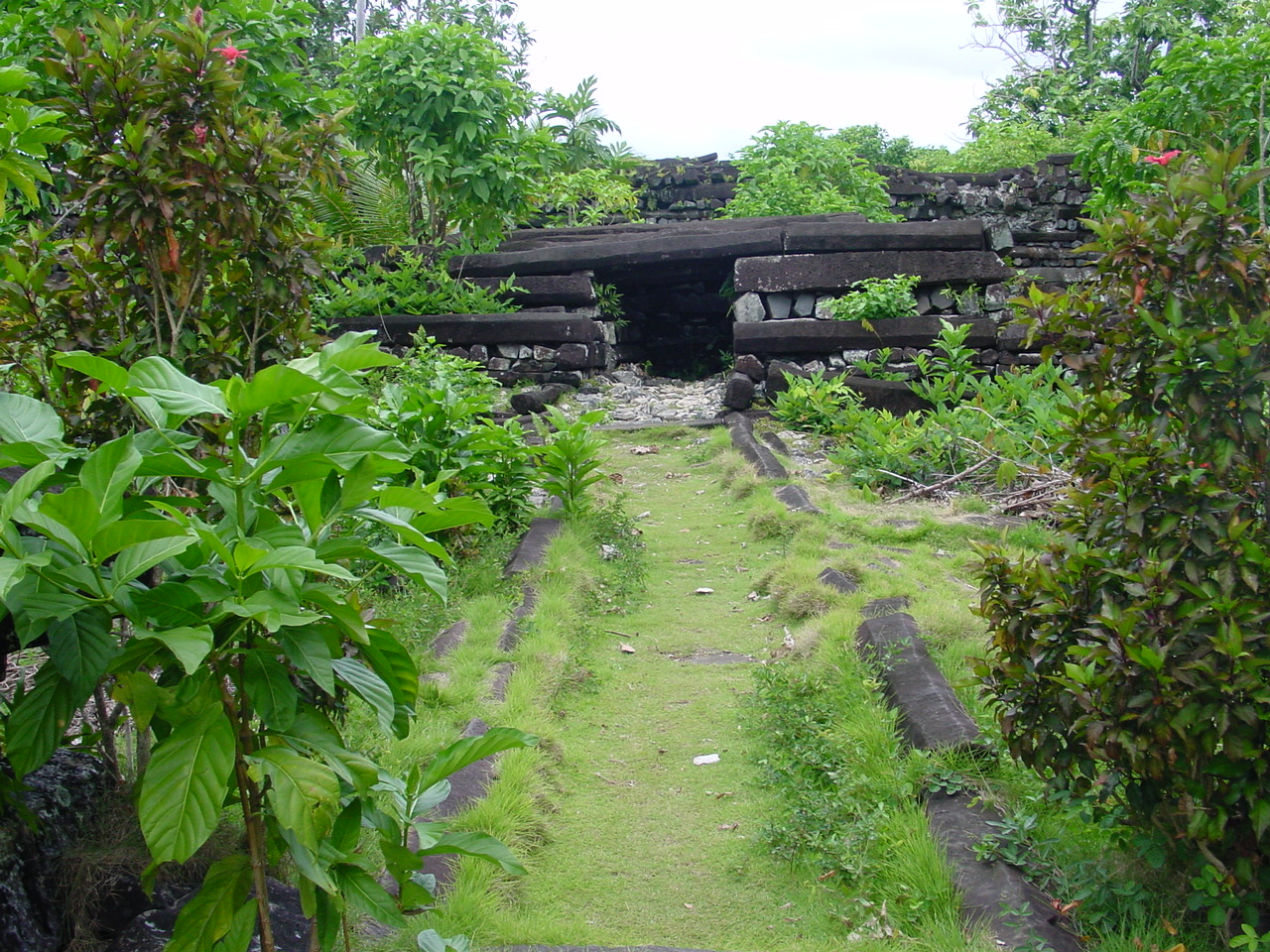
Entrada interior de Nan Madol

Como adulto, Isokelekel zarpó con 333 hombres, mujeres y niños con la intención secreta de conquistar Pohnpei. El embarque fue consagrado con un sacrificio humano, un ritual ampliamente extendido en la cultura micronesia, pero poco común en la historia de Pohnpei.
Según la tradición, Isokelekel paró en varios lugares a través de las islas Carolinas de orientales en su ruta a Pohnpei, incluyendo el atolón Ant cerca de Kitti, Losap en las islas Nomoi, y Pingelap. Según algunas versiones, es en atolón Ant donde Isokelekel aprendió a través de su madre, un pájaro, una amante anciana, o por adivinación que su misión era conquistar Pohnpei. La canoa de invasores entró en territorio de Pohnpei a través del canal cerca de Kehpara, una isla de arrecife cerca de Kitti. Desde Kitti, Isokelekel circunnavegó Pohnpei en el sentido de las agujas del reloj. Isokelekel paró en Palikir, donde le fue ofrecido restos de lihli (budín de frutipan), un gesto prohibido hacia personas de alto rango, ganándose el apodo de Pohnpei the moniker Sapwen luh Pohnpei (Pohnpei tierra de las sobras). En su camino a Nan Madol, Isokelekel recibió granos de frutipan del jefe del atolón Ant. En su cultura, las semillas de frutipan eran la comida de los guerreros que iban a participar en la batalla, constituyendo una invitación a luchar contra Saudeleur. Mientras estaba en la isla Ant, Isokelekel comenzó una relación romántica con una mujer nativa llamada Likamadau ("Mujer que otorga el pensamiento"), demostrando su intención de cultivar estrechas relaciones con los ponapeños, oponiéndose solo a Saudeleur. En Nahrihnnahnsapwe, una isla de arrecife cerca de Nan Madol, Isokelekel realizó ritos para reafirmar su intención de conquistar Pohnpei. El grupo de invasión esperó una invitación para entrar a Ewenkep, en el arrecife cerca del islote Mall al sur de Nanmadol. el señor Saudeleur, Saudemwohl, no estaba al tanto de que el hijo del dios del trueno estaba a bordo, sin embargo, mandó una flota a darle la bienvenida, recibiéndolos como invitados en Kalapuel, Nan madol, a cierta distancia de la isla principal de Pohnpei.
Según muchas versiones, estalló la guerra en Nan Madol después de que el juego entre los niños locales y los de la canea se convirtiera en una pelea. En otra versión, Isokelekel había pedido a su teniente que provocaa a un guerrero local Other accounts hold that Isokelekel staged an insurrection after winning the trust of his hosts,. Otras sostienen que Isokelekel protagonizó una rebelión después de ganar al confianza de sus anfitriones y con la ayuda de los habitantes locales oprimidos. Otras dicen que tras ver las fortificaciones en Nan Madol, Isokelekel decidió retirarse, pero fue ayudado por una mujer desprestigiada y marginada de la familia del gobernante Saudeleur. En algunas versiones, los guerreros de Isokelekel fueron ayudados por armas escondidas que aparecieron de repente.
Un hecho importante en la guerra fue el lanzamiento de una lanza a través del pie del teniente de Isokelekel durante su retirada, sin embargo, el lanzador y la identidad del teniente varían entre las versiones de la leyenda. Algunas afirman que el teniente, llamado Nahnparadak o Nahnapas, se clavó su propia lanza en el pie para quedarse quieto en mitad de la retirada. Otras dicen que el propio Isokelekel le tiró la lanza.
La balanza de la guerra se inclinó varias veces en ambos sentidos, pero terminó en contra de Saudeleur, quien se retiró con su ejército a la isla principal de Pohnpei. En algunas versiones, Isokelekel perdió un ojo en su conquista de Nan Madol. Como el señor Saudeleur se retiró, su teniente le tiró una piedra a Isokelekel, cegándolo y mutilándolo. Más tarde, en admiración en su habilidad, Isokelekel hizo de este guerrero su propio general, sus descendientes actuales ocupan lugares de honor en las fiestas ceremoniales junto a los propios descendientes de Isokelekel<name=Fields/>. La mayoría de las versiones incluye a un personaje llamado Lepen Moar,asesor de Saudeleur, aunque no hay un consenso sobre su papel. Hace que en varias ocasiones no le llegue alimento al grupo de Isokelekel, llevándolo a la guerra; o liderando el ejército Saudeleur a iniciar la ruta de invasión; o que era el teniente que tiró la piedra a Isokelekel.
La leyenda cuenta que la batalla termina con el señor Saudeleur Saudemwohl retirado en lo alto de un arroyo, donde se transformó en un pez y aún permanece.
Petersen (1990) presenta un análisis alternativo del mito de Isokelekel en el que el líder histórico no invade Ponpei, sino solo Madolenihmw. Esto a su vez alimenta las leyendas orales políticamente descentralizadas detrás de Nan Madol.

## Reinado
Isokelekel residió con su familia en Nan Madol en la isla Temwen, aunque su capital era Madolenihmw. Fue descrito por muchos como tomó el reino Saudeleur, y ganando el consenso de la élite en su proclamación como primer nahnmwarki. Isokelekel dividió Pohnpei en tres cacicazgos autónomos basados en divisiones preexistentes; más tarde este número se convirtió en cinco. Convocó una reunión con la élite de Pohnpei y de las islas cercanas para anunciarles la bienvenida al cambio de régimen y les consultó para crear un sistema político descentralizado. Algunas versiones mitológicas incluyen la inspiración divina por el dios Luhk, quien trajo a tres jefes derrotados en una canoa. Aunque el sistema político se descentralizó bastante en comparación con la era Saudeleur, permanecieron muchos de los métodos para pagar tributo a las clases altas: la uhpa (servicio) y nopwei (Primicias) se conservaron, y las instituciones religiosas como nah siguieron desarrollándose.: 30  Sokehs, una prestigiosa región de Pohnpei bajo el reinado Saudeleur, fue despojada de su poder.
En Pahn Akuwalap, Isokelekel instituyó un nuevo orden político, el sagrado nahnmwarki, nahnken menor, y un sistema de títulos religiosos que permanece actualmente en Pohnpei. En general, su reinado se caracteriza en la leyenda como apacible. Sus títulos supremos incluyen Matolenim: Wasa Lapalap, Uh: Sangoro, Net Pwoudo, y Sokas: Iso Eni.
Mientras el nahnken era también sagrado, el nahnmwarki en particular era sacrosanto y sujeto de muchos tabúes. El Nahnmwarki tenía prohibido aparecer en público, y se comunicaba con los plebeyos a través del nahnken. esto servía para proteger la naturaleza sacrosanta del líder y protegerlo contra el abuso de autoridad. Las familias nahnmwarki y nahnken se casaron entre sí, con excepción del hijo de Isokelekel, cuyo título pasaba por vía materna. Generalmente, los hombres se les animaba a casarse con las hijas de sus tías paternas (sus primas hermanas).
Durante su reinado, Isokelekel y su grupo se casó e integró tanto como pudo en la sociedad ponapeña, sin embargo, el semidiós Isokelekel permaneció por encima de muchos tabúes, tomando a su propia hermana como esposa. Llegados a un punto, ordenó a una de sus esposas ponapeñas embarazadas matar a su hijo si daba a luz a un varón. Dio a luz en su ausencia, y en vez de seguir sus órdenes, escondió a su hijo Nahnlepenien con una pareja anciana. Isokelekel conoció a su hijo cuando era adulto; Nahnlepenien fue reconocido como especial por su flagrante naturalidad con Isokelekel y por romper otros estrictos tabúes. Isokelekel decidió perdonarlo ya que se encariñó con él. Desde aquí, el origen de nahnken también tiene una base mítica: Nahnlepenien rompió las costumbres y tabúes de Pohnpei, incluyendo el incesto con la hermana mayor de Isokelekel, una figura maternal en su cultura. Isokelekel estaba poco dispuesto a castigar a su hijo, así que le perdonó su castigo físico. De hecho, creó el título de nahnkan, de menos rango que nahnmwarki, para su hijo.

## Muerte
En Peikapw, un lugar de oración, Isokelekel vio su reflejo en el agua y, dándose cuenta de su avanzada edad, decidió suicidarse. Según la leyenda, ató su pene a lo alto de una joven palmera. Al soltar el árbol torcido, se le desprendió el pene y murió de la hemorragia.
Se cree que los restos de Isokelekel permanecen en un gran depósito de cadáveres de la isla Temwen. Sin embargo, algunos creen que la tumba no es más que un señuelo, y que el héroe fue enterrado en el mar. No obstante, la tumba es un lugar sagrado. En 1907, cuando el gobernador alemán Victor Berg insistió en la excavación de la cripta, murió de insolación, confirmando entre los habitantes de la zona el poder de sus reliquias. La tumba fue excavada de nuevo en 1928 por los japoneses, que encontraron huesos más grandes que los de los ponapeños modernos.

## Legado
En la actualidad, se le considera un héroe cultural tanto en Kosrae como en Pohnpei. Ha dejado muchos demandantes de descendencia principalmente en la moderna Pohnpei, incluyendo 22 generaciones de descendientes nahnmwarki que han reinado. Los jefes modernos de Pohnpei trazan su linaje a Isokelekel aunque jefes nahnken locales han llegado a tener el título por dos vías sanguíneas.